# Mount Queen Bess
Mount Queen Bess är ett berg i Kanada.   Det ligger i provinsen British Columbia, i den sydvästra delen av landet, 3 600 km väster om huvudstaden Ottawa. Toppen på Mount Queen Bess är 3 298 meter över havet.
Terrängen runt Mount Queen Bess är varierad. Mount Queen Bess är den högsta punkten i trakten. Trakten runt Mount Queen Bess är nära nog obefolkad, med mindre än två invånare per kvadratkilometer.. Det finns inga samhällen i närheten. 
Trakten runt Mount Queen Bess är permanent täckt av is och snö.